# レーサー (映画)
『レーサー』（原題：Winning）は、ポール・ニューマンとジョアン・ウッドワード主演の1969年のアメリカ映画。
カーレース映画の先駆的作品である。ポール・ニューマンは、この映画のためにプロドライバー、ボブ・シャープらからレースの手ほどきを受けた事により、モータースポーツにすっかりのめり込み、自身もプロドライバーとしてデビューするまでになった。

## ストーリー
フランク・キャプアは、全米で活躍するプロのレースカー・ドライバー。離婚歴のあるエローラと出会い、結婚する事に。
しかし、それから不運続きでレースに勝てなくなってしまう。そんなときフランクは、大事なインディアナポリスのレースが始まる前に、親友とエローラの浮気現場を目撃してしまう…。

## キャスト
| 役名                 | 俳優                   | 日本語吹替                                                                              |
| 役名                 | 俳優                   | フジテレビ版                                                                            |
| -------------------- | ---------------------- | --------------------------------------------------------------------------------------- |
| フランク・キャプア   | ポール・ニューマン     | 川合伸旺                                                                                |
| エローラ             | ジョアン・ウッドワード | 寺島信子                                                                                |
| ルー・アーディング   | ロバート・ワグナー     | 野沢那智                                                                                |
| チャーリー・キャプア | リチャード・トーマス   | 安永憲二                                                                                |
| 不明 その他          |                        | 千葉耕市 中田浩二 吉田理保子 寺島幹夫 島美弥子 加藤修 矢田耕司 篠原大作 作間功 野島昭生 |
|                      |                        |                                                                                         |
| 演出                 | 演出                   | 山田悦司                                                                                |
| 翻訳                 | 翻訳                   | 山田実                                                                                  |
| 効果                 | 効果                   | 赤塚不二夫                                                                              |
| 調整                 | 調整                   | 田中英行                                                                                |
| 制作                 | 制作                   | グロービジョン                                                                          |
| 解説                 | 解説                   | 高島忠夫                                                                                |
| 初回放送             | 初回放送               | 1974年11月1日 『ゴールデン洋画劇場』                                                    |

※日本語吹替はDVD収録。